# Podokesaurus
Podokesaurus ("thằn lằn chân nhanh") là một chi khủng long ăn thịt từ sống vào thời kỳ tầng Pliensbach–Toarc của Jura sớm, và là một trong những chi khủng long cổ nhất được biết đến đã sống ở miền đông Hoa Kỳ. Hóa thạch đầu tiên được phát hiện bởi nhà địa chất Mignon Talbot gần Núi Holyoke , Massachusetts vào năm 1910. Mẫu vật này là mảnh vỡ, bảo tồn phần lớn cơ thể, chân tay và đuôi. Năm 1911, Talbot đã mô tả và đặt tên cho chi và loài mới là Podokesaurus Holyokensis dựa trên nó. Tên đầy đủ có thể được dịch là "thằn lằn chân nhanh của Holyoke". Khám phá này khiến Talbot trở thành người phụ nữ đầu tiên tìm thấy và mô tả một loài khủng long không phải là gia cầm . Kiểu holotype hóa thạch được công nhận là có ý nghĩa quan trọng và được các nhà nghiên cứu khác nghiên cứu, nhưng đã bị thất lạc khi tòa nhà được lưu giữ bị thiêu rụi vào năm 1917; không có mẫu vật Podokesaurus rõ ràng nào được phát hiện kể từ đó. Nó được đề cử là khủng long của bang Massachusetts vào năm 2021.
Ước tính có chiều dài khoảng 1 m (3 ft) và nặng 1–40 kg (2–90 lb), Podokesaurus được cấu tạo nhẹ bằng xương rỗng , và sẽ tương tự như Coelophysis , mảnh mai, cổ dài và với những chiếc răng tái phát sắc nhọn. Các đốt sống rất nhẹ và rỗng, và một số đốt sống hơi lõm ở mỗi đầu. Các thư cổ tử cung (cổ) đốt sống tương đối lớn trong chiều dài và đường kính so với lưng (back) đốt sống, và đuôi (đuôi) đốt sống dài và thon thả. Các xương cánh tay (phía trên cánh tay xương) nhỏ và tinh tế, ít hơn một nửa chiều dài của xương đùi (đùi-xương). Các xương mu (xương mu) rất dài, mở rộng cả ở phía trước và kết thúc sau. Xương đùi mảnh mai, gần như thẳng, có thành mỏng và được mở rộng ở mặt sau của đầu dưới. Ba cổ chân của cẳng chân áp sát vào nhau tạo thành một cấu trúc nhỏ gọn.
Vì nó là một trong số ít theropods nhỏ biết đến tại thời điểm nó được mô tả, các mối quan hệ thân của podokesaurus đã lâu không rõ ràng. Nó được xếp vào họ Podokesauridae cùng với các động vật chân đốt nhỏ khác, và được suy đoán là tương tự như một loài chim ăn thịt . Người ta cho rằng nó là một từ đồng nghĩa của Coelophysis và một mẫu vật đúc tự nhiên đã được gán cho nó, nhưng những ý tưởng này hiện không được chấp nhận. Họ Podokesauridae không còn được sử dụng nữa, đã được thay thế bằng họ Coelophysidae, và Podokesaurus được cho là một loài coelophysoid. Như vậy, Podokesauruscó thể là một động vật ăn thịt chân không, với chi trước và bàn tay nắm bắt mạnh mẽ. Người ta ước tính nó có thể chạy với vận tốc 15–20 km / h (9–12 dặm / giờ). Podokesaurus được cho là đã được thu thập từ Hệ tầng Portland , tuổi của nó từ lâu vẫn chưa rõ ràng, nhưng hiện tại được cho là có niên đại thuộc giai đoạn Hettangian - Sinemurian của kỷ Jura sớm, từ 201 đến 190 triệu năm trước.

## Lịch sử khám phá
Năm 1910, nhà địa chất học người Mỹ Mignon Talbot đang cùng chị gái Ellen đi bộ đến Holyoke , Massachusetts , miền đông Hoa Kỳ, khi họ đi ngang qua một trang trại và nhận thấy một ngọn đồi nhỏ gần đó. Nó có một hố sỏi ở một bên và được hình thành bởi sự tích tụ của cát, sỏi và đá tảng do một dòng sông băng rút đi để lại. Talbot nhận thấy một vệt trắng trên một tảng đá sa thạch ở dưới đáy hố sỏi, và khi phát hiện ra đây là những mẩu xương, cô nói với chị gái mình rằng cô đã tìm thấy một "hóa thạch sống thực sự". Điều này là do nhiều dấu vết hóa thạch trước đây đã được phát hiện ở Thung lũng Connecticut (nơi mà cô ấy thường đưa học sinh của mình đi tham quan), nhưng rất ít bộ xương khủng long thực sự, và không có bộ xương nào ở Núi Holyoke.

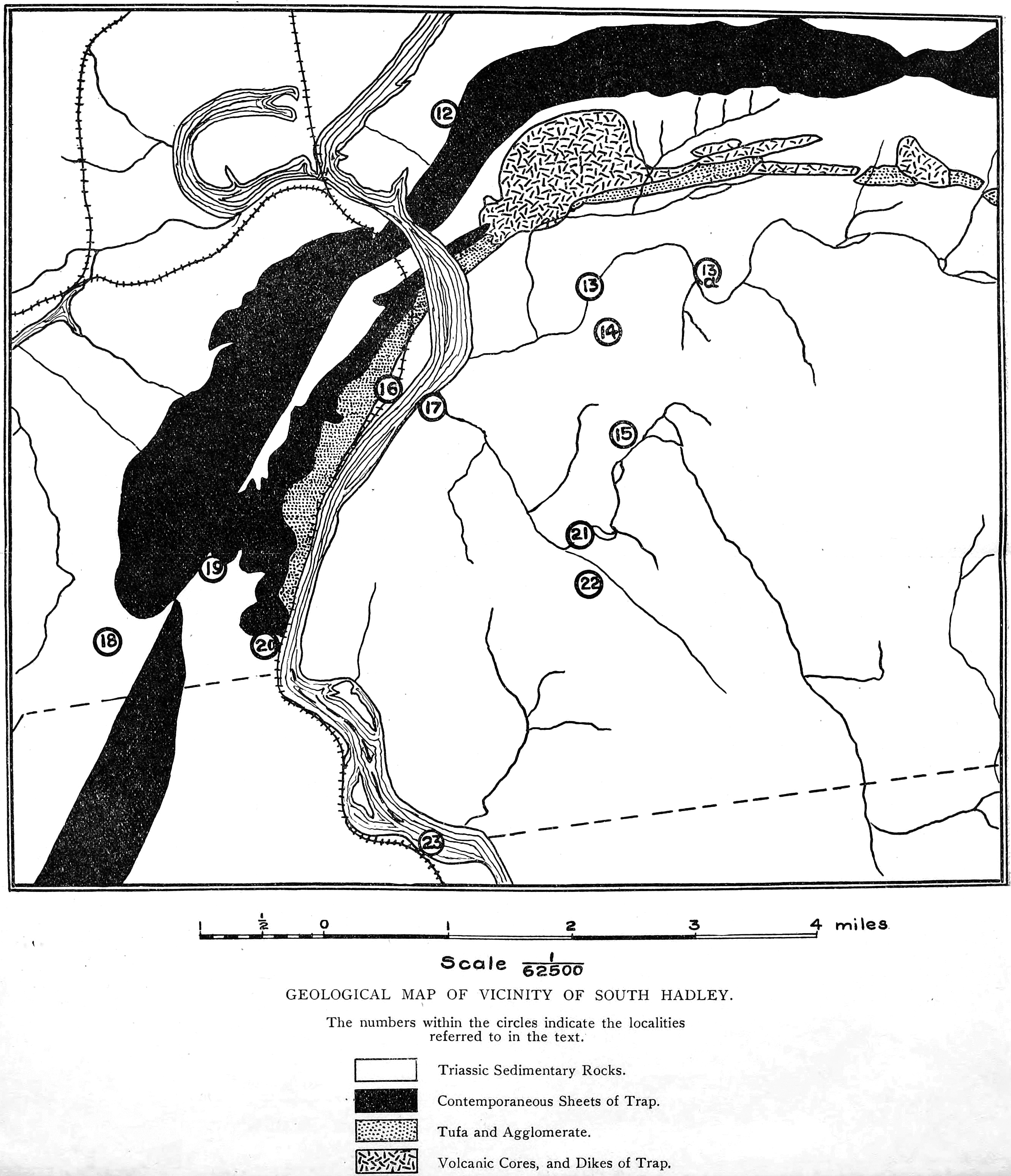
Bản đồ địa chất của Thung lũng Connecticut từ năm 1915; 22 là nơi Podokesaurus được tìm thấy, 12 là Núi Holyoke (một số khu vực được đánh dấu là Trias hiện được cho là thuộc kỷ Jura sớm)

Ngày hôm sau, cô đưa một nhóm công nhân đến thu thập mẫu vật, và tìm thấy một mảnh đá sa thạch khác chứa phần còn lại của hóa thạch cũng như ấn tượng của họ với phiến đá đầu tiên. Mẫu vật dường như đã được phơi bày trong nhiều năm mà không ai nhận ra, tảng đá đã bị vỡ ra bởi con người hoặc sương giá. Hóa thạch được đưa đến phòng thí nghiệm, nơi nó được chuẩn bị và chụp ảnh. Mẫu vật không hoàn chỉnh bảo tồn 5 đốt sống cổ (cổ), 11 đốt sống lưng (lưng) và 24 đốt sống đuôi (đuôi), một mảnh xương bả vai trái ( xương bả vai) và coracoid phải (một phần của gen ức ), một phần bên trái humerus(xương trên cánh tay), xương phalanx của 3 ngón tay, trong đó có 2 unguals (xương móng), xương sườn, xương mu và ischium (xương hình thành phía trước thấp hơn và lưng dưới của xương chậu, tương ứng), các xương đùi (đùi xương), các xương chày trái ( xương cẳng chân), một mảnh xương cựa bên phải (xương ở mắt cá chân), xương bàn chân có khớp (xương bàn chân) của bàn chân trái, tiếp theo là 3 xương đốt ngón (tạm dịch, bản gốc: phalang) bàn đạp (xương ngón chân), một phần cổ chân và các xương đốt ngón tay (tạm dịch, bản gốc: phalang) có thể có của chân phải, và những mảnh vỡ của danh tính không chắc chắn. Những bộ xương nhẹ và mỏng manh ở vị trí tự nhiên hoặc gần như vậy trong đá, ngoại trừ phần đuôi và những mảnh không chắc chắn, cách bộ xương vài cm, theo một khoảng trống dài trên bộ xương sau xương chậu. Nửa trước của cổ bị mất tích.

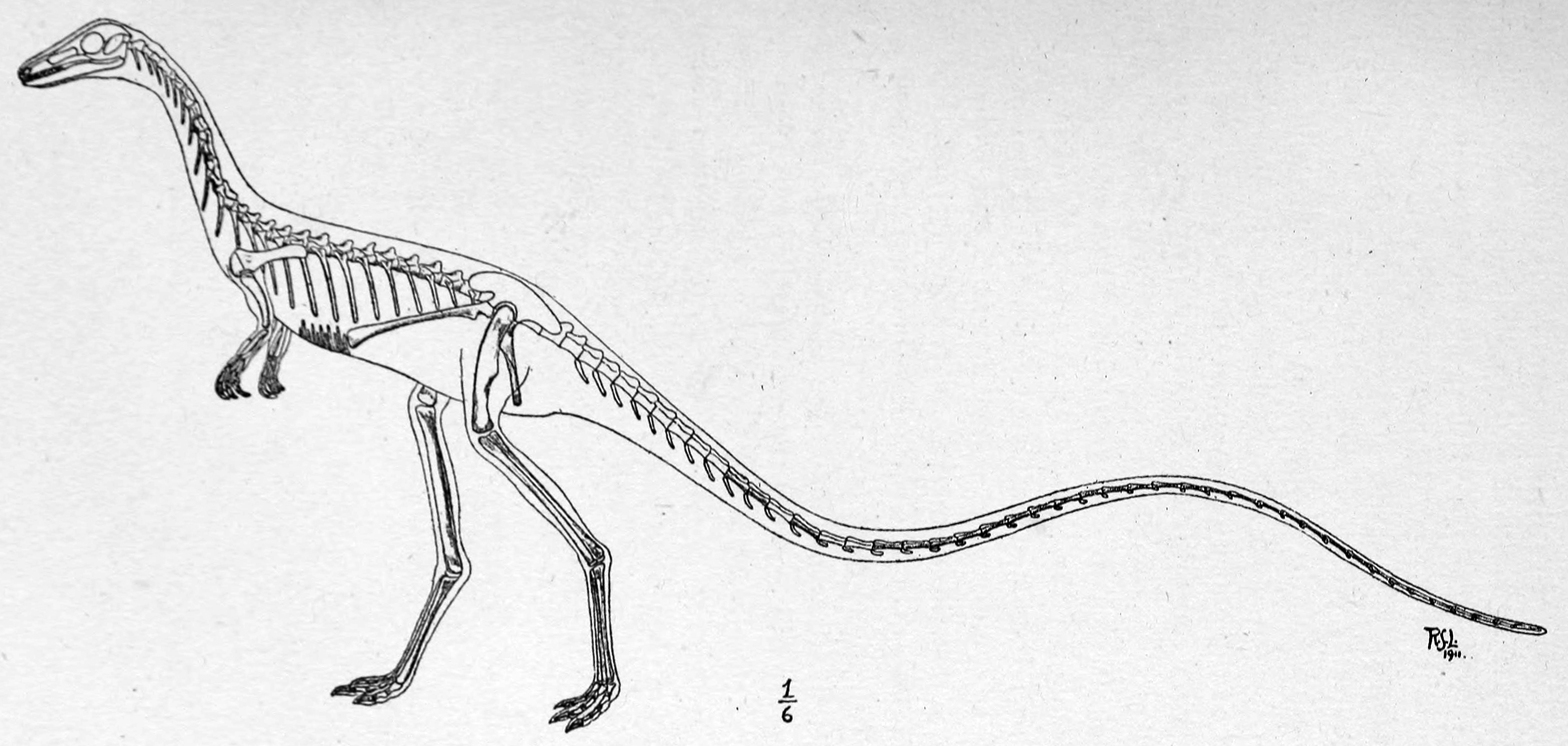
1915 tái tạo bộ xương bởi Lull ; Các khu vực bóng mờ đã được biết đến từ hóa thạch, các phần bị thiếu được tái tạo sau Compsognathus

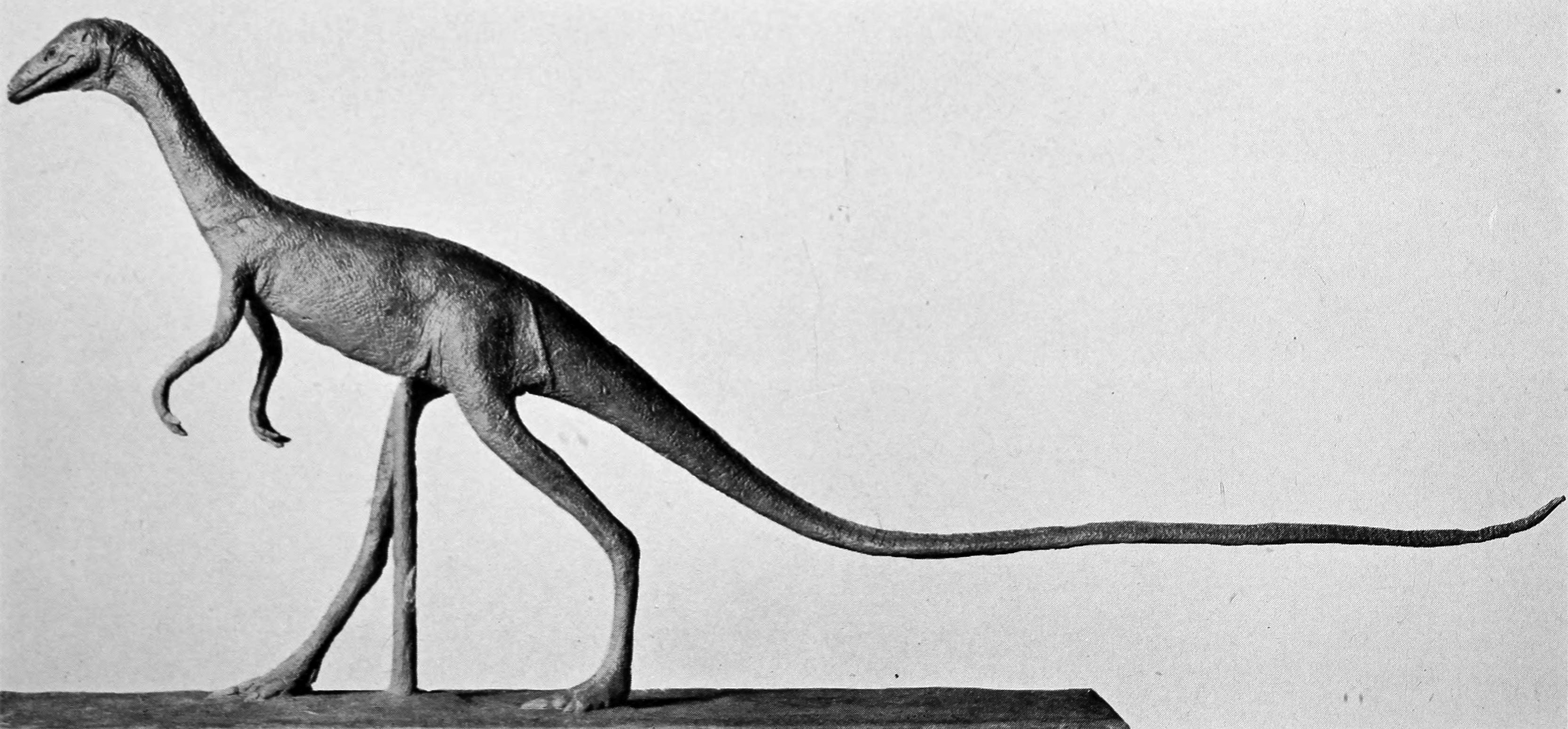
Bản phác thảo mẫu của Lull

Tầm quan trọng của hóa thạch đã được xác nhận tại một cuộc họp giữa các trường đại học của các khoa địa chất, và khi nhà cổ sinh vật học người Mỹ Richard Swann Lull sau đó khuyến khích Talbot mô tả mẫu vật, cô ấy trả lời rằng cô ấy không biết gì về khủng long, nhưng Lull đề nghị cô ấy nên nghiên cứu chúng và sau đó miêu tả nó. Vào tháng năm 1910, Talbot đọc một mô tả sơ bộ về hóa thạch tại Hội cổ sinh cuộc họp tại Pittsburgh, và trong tháng 6 năm 1911, cô xuất bản một đoạn ngắn mô tả khoa học, trong đó cô làm mẫu các holotype của chi mới và loài podokesaurus holyokensis. Tên generic có nguồn gốc từ tiếng Hy Lạp cổ chữ podōkēs ( ποδώκης ), mà có nghĩa là "nhanh chóng (hoặc đội) -chân" (tạm dịch, bản gốc: footed ), một biệt danh thường được sử dụng trong tài liệu tham khảo cho các anh hùng Hy Lạp Achilles và Saura ( σαύρα ) có nghĩa là "thằn lằn", trong khi các tên cụ thể đề cập đến Holyoke. Một cách đầy đủ, cái tên này có thể được dịch là "thằn lằn chân nhanh của Holyoke".  Việc phát hiện và đặt tên cho Podokesaurus khiến Talbot trở thành người phụ nữ đầu tiên tìm thấy và mô tả một loài khủng long không phải là gia cầm. Nhà cổ sinh vật học người Mỹ Robert T. Bakkertuyên bố vào năm 2014 rằng trong khi các giáo sư già càu nhàu rằng phụ nữ không thích hợp để làm việc với hóa thạch trong thời gian ông ở trường đại học, phát hiện của Talbot về Podokesaurus là một phản bác cho điều đó.

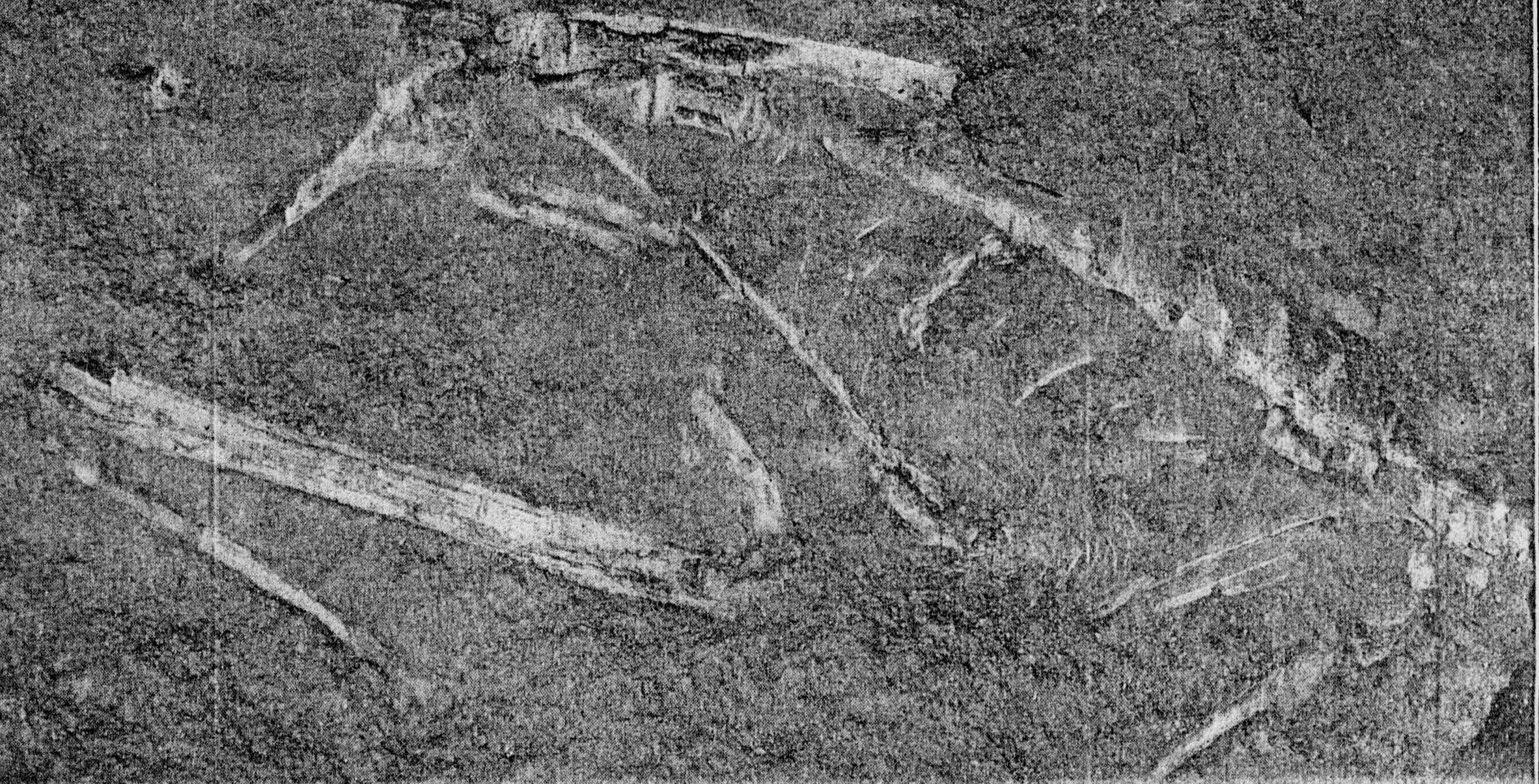
Phần trước của holotype

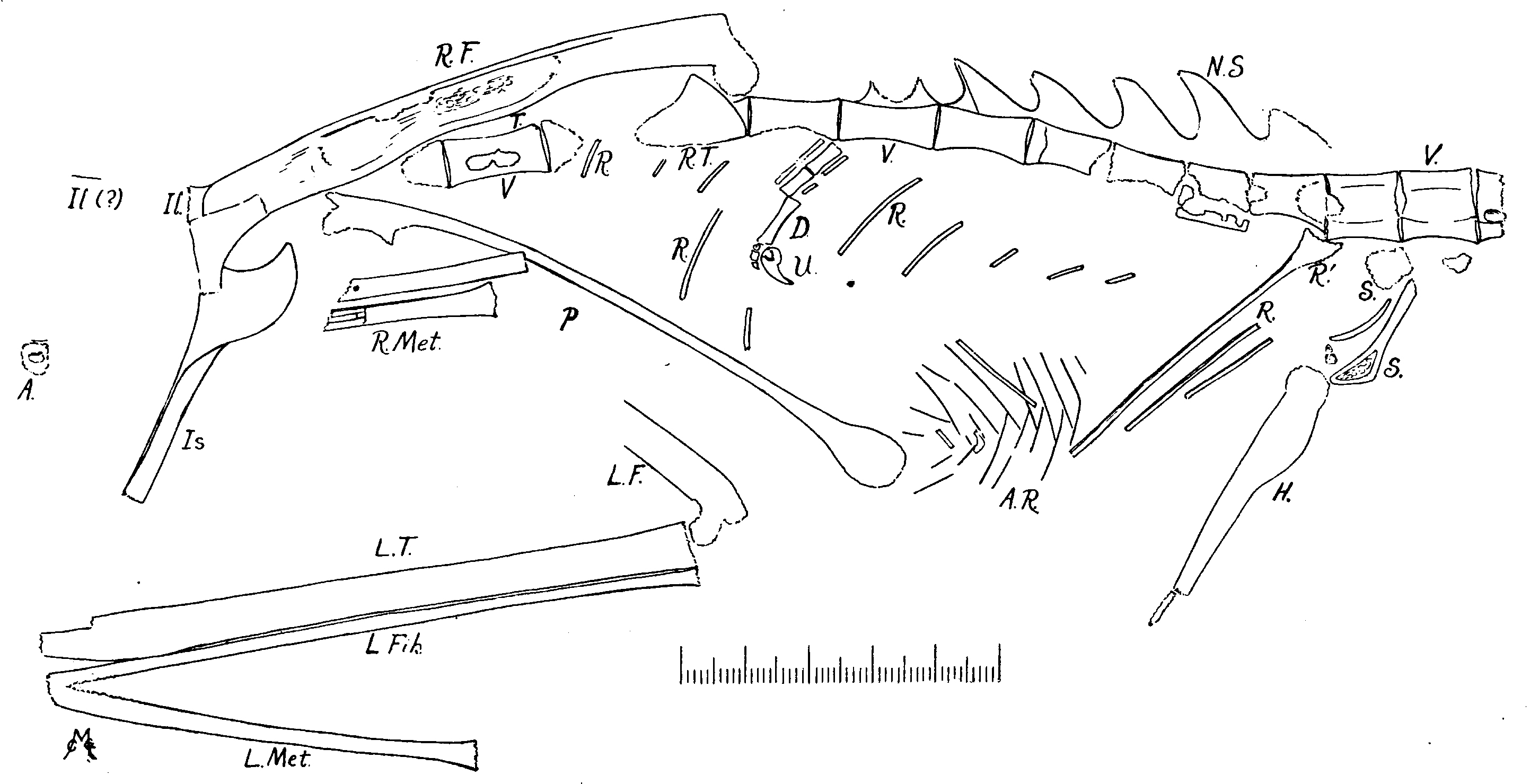
Bản vẽ diễn giải từ năm 1911

Vào thời điểm bản mô tả được công bố, Talbot đã gửi hóa thạch đến Bảo tàng Lịch sử Tự nhiên Peabody tại Đại học Yale để chuẩn bị và nghiên cứu thêm, nơi các bản sao đúc cũng được làm bằng xương khi chúng nằm trong đá. Ở đó, Lull đã vẽ lại một bộ xương, dựa trên những phần còn thiếu trong hóa thạch dựa trên những phần tương đương ở Compsognathus , và tạo ra một mô hình của con vật trong cuộc sống, mà sau này Talbot mô tả là có "nụ cười mỉa mai". Lull mở rộng bài báo của Talbot trong một ấn phẩm năm 1915, trong đó ông cũng đề xuất các đặc điểm nhận dạng khác cho một số xương so với những gì cô ấy đề xuất ban đầu, bao gồm một phần coracoid thay vì xương bả vai và một phần xương chày thay vì xương chậu.(một phần của hông). Lull cho rằng tảng đá chứa hóa thạch chắc hẳn đến từ một mỏm đá nằm ở phía nam của Dãy Holyoke, khoảng hai hoặc ba phía bắc miles về nơi nó được tìm thấy, và chỉ rõ rằng nó đến từ Đá sa thạch Longmeadow .